# Гургулиця
Гу́ргулиця (болг. Гургулица) — село в Кирджалійській області Болгарії. Входить до складу общини Момчилград.

## Населення
За даними перепису населення 2011 року у селі проживали 44 особи, усі — турки.
Розподіл населення за віком у 2011 році:
Динаміка населення: